# Tzyy-Sheng Lee
Tzyy-Sheng Lee (* 1965 in Taipeh) ist ein taiwanischer Komponist.

## Leben
Lee studierte Theorie und Komposition an der Taipei National University of the Arts und beendete seine Studien 1988 mit dem Bachelor of Fine Arts. Bis 1990 diente er in der taiwanischen Armee. Danach studierte er an der Boston University (Master of Music) in Massachusetts und als William Penn Fellow an der University of Pennsylvania (Ph.D). Zu seinen Lehrern zählen Hwang-Long Pan, Yen Lu, Theodore Antoniou, Richard Wernick, Lukas Foss und George Crumb.
Er gewann 1986 den ACL Yoshiro IRINO Memorial Prize und mehrmals die Open Composition Competitions in China. Seine Werke wurden in Europa, Nordamerika, Asien und Australien aufgeführt. Er wirkte an den ISCM World Music Days, den Aspekten Salzburg, Festivals der Asian Composers League, dem Aspen Music Festival, den Dresdner Tagen der zeitgenössischen Musik und dem Warschauer Herbst mit. Seine Musik wurde 1992 der Tribune internationale des compositeurs in Paris präsentiert und in mehreren Radiostationen der Welt ausgestrahlt.
Seit 1996 lehrte der Professor an der Staatlichen Universität Sun Yat-sen, der National University of Kaohsiung und der National Chiao Tung University.